# Stręszek
Stręszek – jezioro w woj. kujawsko-pomorskim, w powiecie brodnickim, w gminie Zbiczno, leżące na terenie Pojezierza Brodnickiego.

## Dane morfometryczne
Powierzchnia zwierciadła wody wynosi 2,5 ha.
Średnia głębokość jeziora wynosi 3,3 m, natomiast głębokość maksymalna 7,0 m.
Na podstawie badań przeprowadzonych w 2004 roku wody jeziora zaliczono do I klasy czystości i II kategorii podatności na degradację.

## Hydronimia
Według urzędowego spisu opracowanego przez Komisję Nazw Miejscowości i Obiektów Fizjograficznych (KNMiOF) nazwa tego jeziora to Stręszek. W różnych publikacjach i na mapach topograficznych jezioro to występuje pod nazwą Strążek.